# Rouillac (Charente)
Pour les articles homonymes, voir Rouillac.
Rouillac est une commune du Sud-Ouest de la France, située dans le département de la Charente, en région Nouvelle-Aquitaine.
Le 1er janvier 2019, elle étend son périmètre en intégrant la commune de Gourville.

## Géographie

### Localisation et accès
Rouillac est un chef-lieu de canton de l'ouest du département de la Charente situé à 22 km au nord-est de Cognac et 22 km au nord-ouest d'Angoulême, côté rive droite du fleuve Charente.
Rouillac est aussi à 14 km au sud-ouest d'Aigre, 14 km au nord de Jarnac, 35 km au sud-ouest de Ruffec, 40 km de Saint-Jean-d'Angély, 44 km de Saintes, 69 km de Niort, 94 km de La Rochelle, 95 km de Poitiers et 111 km de Bordeaux.
La route principale desservant la commune et le bourg est la D 939, route d'Angoulême à La Rochelle par Saint-Jean-d'Angély, et qui dévie le centre-bourg depuis 1990. Rouillac est aussi au carrefour de la D 736, entre Ruffec et Jarnac, qui mène aussi à Cognac par la D 15 à Sigogne, et la D14 qui va vers Hiersac, Châteauneuf et Barbezieux au sud-est.

### Hameaux et lieux-dits
La commune compte de nombreux hameaux : les Petits Champs à l'est sur la route d'Angoulême, le Breuil au sud, les Villairs à l'ouest sur la route de Jarnac, Les Petits Peux au nord-est du bourg, Bordeville, Fougears, Loret, le Temple, hameau assez important, Feunat, la Gachère, le Boitoux, etc., et le château de Lignères au nord.

### Communes limitrophes
| Neuvicq-le-Château (Charente-Maritime) | Val-d'Auge    | Mons, Marcillac-Lanville |
| Mareuil                                | Rouillac      | Genac-Bignac             |
| Sigogne                                | Vaux-Rouillac | Saint-Cybardeaux         |

Depuis le 1er janvier 2016, la commune Rouillac est limitrophe de Sigogne (par Plaizac), Neuvicq-le-Château (Charente-Maritime), par Sonneville, et depuis le 1er janvier 2019, elle est aussi limitrophe par Gourville de Val-d'Auge, Marcillac-Lanville et Genac-Bignac.

### Géologie et relief
Comme les trois quarts sud et ouest du département de la Charente, la commune de Rouillac est géologiquement située dans le Bassin aquitain. Elle est sur un plateau calcaire du Jurassique supérieur appartenant au Portlandien, avec une petite bande de Kimméridgien sur le versant nord de la vallée de la Nouère et à l'extrême nord-est. Une faille de direction nord-ouest sud-est traverse la commune au nord-est du bourg. La vallée de la Nouère est occupée par des alluvions du Quaternaire,,.
Sur ce sol calcaire pousse le vignoble de cognac des Fins Bois.
Le relief de la commune est celui d'un plateau relativement élevé, avec la tête de la vallée de la Nouère qui le traverse au centre. Le point culminant est à une altitude de 185 m, situé au nord de la commune entre le Temple et le château de Lignères. C'est aussi le point culminant de toute cette région du nord-ouest de la Charente. La bordure méridionale de la commune est aussi occupée par des collines dont les altitudes dépassent 160 m. Le point le plus bas est à 89 m, situé sur la limite occidentale de la commune près de Beaulieu. Le bourg de Rouillac est à environ 100 m d'altitude.

### Hydrographie
La Nouère prend sa source au Temple, au nord-ouest de Rouillac qu'elle contourne, puis son cours est sud-sud-est et elle rejoint la Charente dont elle est un affluent rive droite, juste en aval d'Angoulême, à Linars.
La longueur de son cours d'eau est de 25,8 km.
La partie amont de la Nouère s'appelle la Rivière du Temple, dont la partie près de Rouillac est à sec en été.

### Climat
Comme dans les trois quarts sud et ouest du département, le climat est océanique aquitain, et semblable à celui de la ville de Cognac où est située la station météorologique départementale.
| Mois                              | jan. | fév.  | mars  | avril | mai   | juin  | jui.  | août  | sep.  | oct. | nov. | déc. | année   |
| --------------------------------- | ---- | ----- | ----- | ----- | ----- | ----- | ----- | ----- | ----- | ---- | ---- | ---- | ------- |
| Température minimale moyenne (°C) | 2    | 2,8   | 3,8   | 6,2   | 9,4   | 12,4  | 14,4  | 14    | 12,1  | 8,9  | 4,7  | 2,6  | 7,8     |
| Température moyenne (°C)          | 5,4  | 6,7   | 8,5   | 11,1  | 14,4  | 17,8  | 20,2  | 19,7  | 17,6  | 13,7 | 8,6  | 5,9  | 12,5    |
| Température maximale moyenne (°C) | 8,7  | 10,5  | 13,1  | 15,9  | 19,5  | 23,1  | 26,1  | 25,4  | 23,1  | 18,5 | 12,4 | 9,2  | 17,7    |
| Ensoleillement (h)                | 80   | 103,9 | 153,3 | 184,5 | 204,9 | 239,6 | 276,4 | 248,3 | 199,4 | 159  | 96,8 | 78,8 | 2 024,9 |
| Précipitations (mm)               | 80,4 | 67,3  | 65,9  | 68,3  | 71,6  | 46,6  | 45,1  | 50,2  | 59,2  | 68,6 | 79,8 | 80   | 783,6   |

## Urbanisme

### Typologie
Au 1er janvier 2024, Rouillac est catégorisée commune rurale à habitat dispersé, selon la nouvelle grille communale de densité à 7 niveaux définie par l'Insee en 2022.
Elle est située hors unité urbaine et hors attraction des villes,.

### Risques majeurs
Le territoire de la commune de Rouillac est vulnérable à différents aléas naturels : météorologiques (tempête, orage, neige, grand froid, canicule ou sécheresse) et séisme (sismicité modérée). Il est également exposé à un risque technologique,  le transport de matières dangereuses. Un site publié par le BRGM permet d'évaluer simplement et rapidement les risques d'un bien localisé soit par son adresse soit par le numéro de sa parcelle.

#### Risques naturels

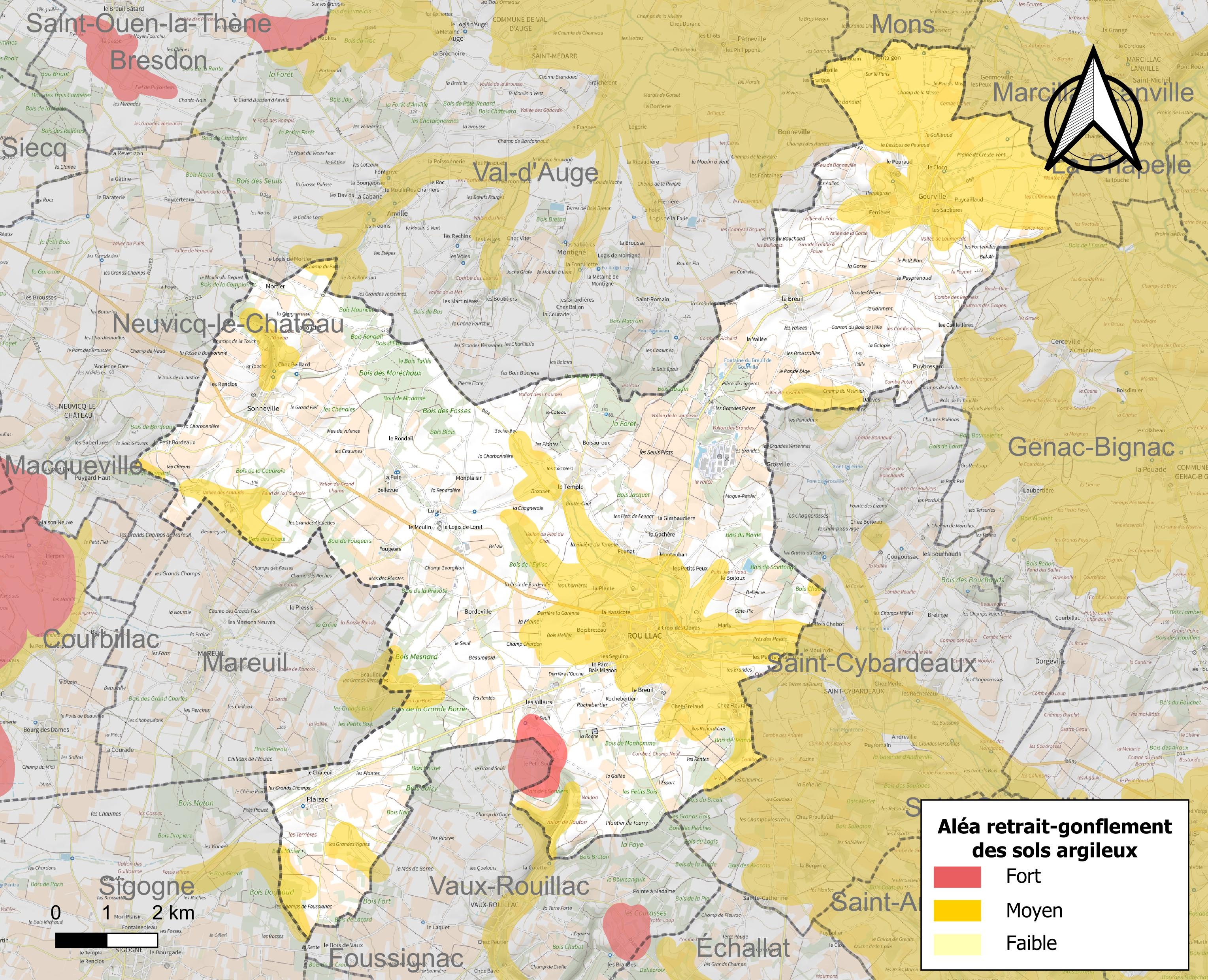
Carte des zones d'aléa retrait-gonflement des sols argileux de Rouillac.

Le retrait-gonflement des sols argileux est susceptible d'engendrer des dommages importants aux bâtiments en cas d’alternance de périodes de sécheresse et de pluie. 27,7 % de la superficie communale est en aléa moyen ou fort (67,4 % au niveau départemental et 48,5 % au niveau national). Sur les 1 466 bâtiments dénombrés sur la commune en 2019,  859 sont en aléa moyen ou fort, soit 59 %, à comparer aux 81 % au niveau départemental et 54 % au niveau national. Une cartographie de l'exposition du territoire national au retrait gonflement des sols argileux est disponible sur le site du BRGM,.
Par ailleurs, afin de mieux appréhender le risque d’affaissement de terrain, l'inventaire national des cavités souterraines permet de localiser celles situées sur la commune.
La commune a été reconnue en état de catastrophe naturelle au titre des dommages causés par les inondations et coulées de boue survenues en 1982, 1987, 1993, 1999, 2008, 2009, 2013 et 2014. Concernant les mouvements de terrains, la commune a été reconnue en état de catastrophe naturelle au titre des dommages causés par la sécheresse en 2003 et 2005 et par des mouvements de terrain en 1999.

#### Risques technologiques
Le risque de transport de matières dangereuses sur la commune est lié à sa traversée par une ou des infrastructures routières ou ferroviaires importantes ou la présence d'une canalisation de transport d'hydrocarbures. Un accident se produisant sur de telles infrastructures est susceptible d’avoir des effets graves sur les biens, les personnes ou l'environnement, selon la nature du matériau transporté. Des dispositions d’urbanisme peuvent être préconisées en conséquence.

## Toponymie
Les formes anciennes sont Roliacum [prope Noheriam] ou [super fluvium Noiram] en 852,, Roillaco en 1328, Rolhac, Rolhaco.
L'origine du nom de Rouillac remonterait à un nom de personne gallo-romain Rullius auquel est apposé le suffixe -acum, ce qui correspondrait à Rulliacum, « domaine de Rullius ».
Les habitants de la commune sont appelés les Rouillacais.

## Histoire
Le 1er janvier 2016, Rouillac forme une commune nouvelle en fusionnant l'ancienne commune, Plaizac et Sonneville.
Le 1er janvier 2019, son périmètre est étendu à la commune de Gourville.

## Politique et administration

### Liste des maires

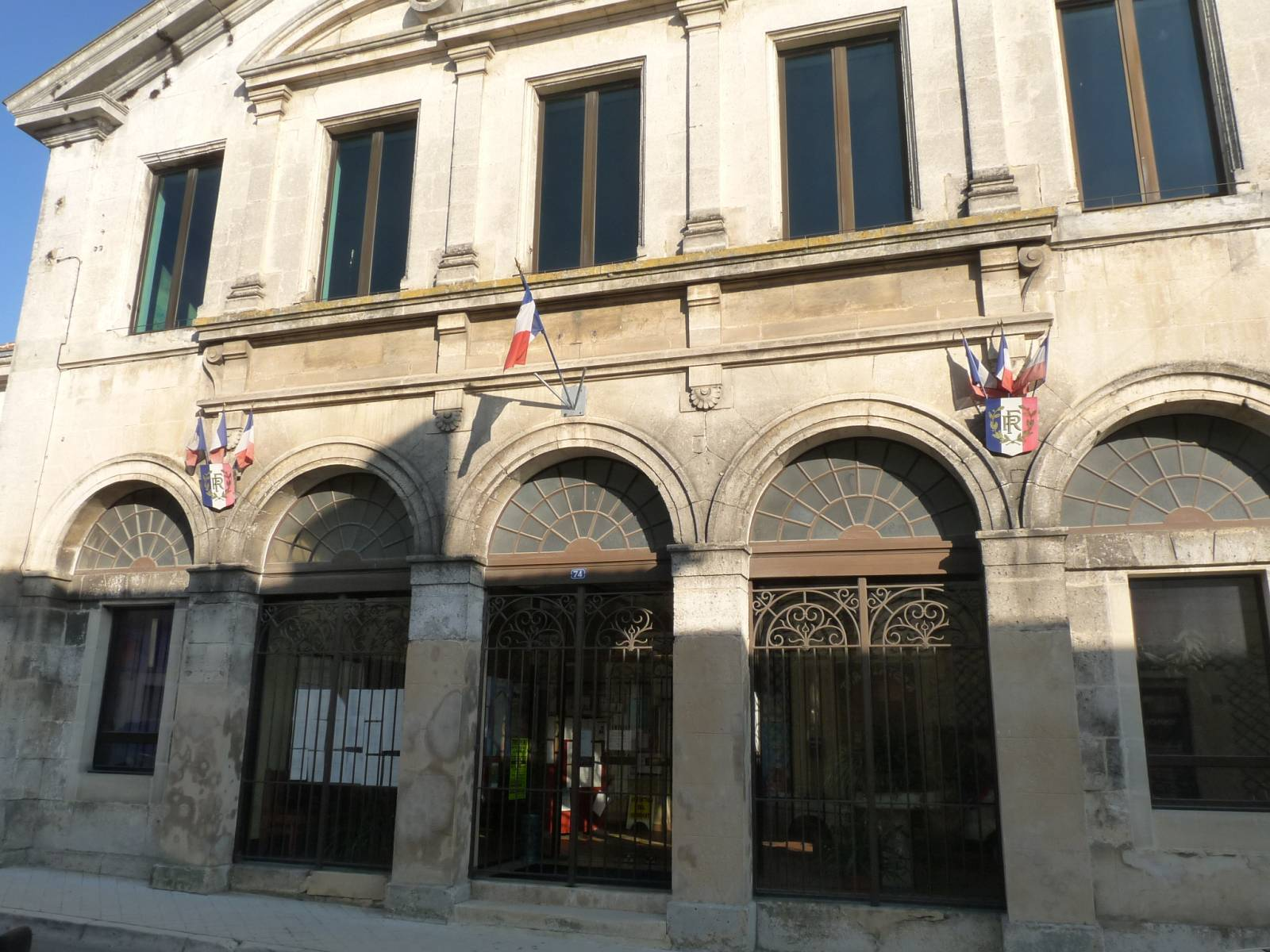
La mairie.

| Période                                  | Période  | Identité         | Étiquette | Qualité                |
| ---------------------------------------- | -------- | ---------------- | --------- | ---------------------- |
| janvier 2016                             | mai 2020 | Michel Trainaud  | DVD       | Employé de banque      |
| mai 2020                                 | En cours | Dominique Mancia | SE        | Comptable d’entreprise |
| Les données manquantes sont à compléter. |          |                  |           |                        |

### Communes déléguées
| Nom                                 | Code Insee | Intercommunalité  | Superficie (km2) | Population (dernière pop. légale) | Densité (hab./km2) |
| ----------------------------------- | ---------- | ----------------- | ---------------- | --------------------------------- | ------------------ |
| Rouillac (commune déléguée) (siège) | 16286      | CC du Rouillacais | 29,28            | 1 908 (2013)                      | 65                 |
| Gourville                           | 16156      | CC du Rouillacais | 12,92            | 635 (2014)                        | 49                 |
| Plaizac                             | 16262      | CC du Rouillacais | 3,98             | 150 (2013)                        | 38                 |
| Sonneville                          | 16371      | CC du Rouillacais | 10,43            | 230 (2013)                        | 22                 |

## Démographie
L'évolution du nombre d'habitants est connue à travers les recensements de la population effectués dans la commune depuis sa création.

En 2022, la commune comptait 2 909 habitants, en évolution de −2,51 % par rapport à 2016 (Charente : −0,48 %, France hors Mayotte : +2,11 %).
| 2014  | 2015  | 2016  | 2021  | 2022  |
| ----- | ----- | ----- | ----- | ----- |
| 2 307 | 2 321 | 2 984 | 2 925 | 2 909 |

## Économie

Rouillac, vignoble du Cognac.

Rouillac, au cœur du vignoble, vit surtout de l'économie du Cognac. La commune héberge le site d'embouteillage de la Maison Martell.

## Culture locale et patrimoine

### Héraldique
| Blason de Rouillac | Blason  | Deux écus accolés : le premier d’argent fretté de dix-huit pièces de gueules, au franc-quartier d’azur. Le deuxième de gueules fretté de dix-huit pièces d’argent. |
| Blason de Rouillac | Détails | Le statut officiel du blason reste à déterminer. |